# Sporobolus splendens
Sporobolus splendens är en gräsart som beskrevs av Jason Richard Swallen. Sporobolus splendens ingår i släktet droppgräs, och familjen gräs. Inga underarter finns listade i Catalogue of Life.